# مانويل خوسيه غارسيا
مانويل خوسيه غارسيا (بالإسبانية: Manuel José García)‏ هو دبلوماسي وسياسي أرجنتيني، ولد في 11 أكتوبر 1784 في بوينس آيرس في الأرجنتين، وتوفي بنفس المكان في 22 أكتوبر 1848.